# Motmot becample
Electron platyrhynchum és una espècie d'ocell de la família dels momòtids (Momotidae) que rep en diverses llengües el nom de "motmot becample" (Anglès: Broad-billed Motmot. Espanyol: Momoto picoancho). Habita la selva humida de l'est d'Hondures cap al sud fins a Panamà, oest i sud-est Colòmbia i oest i est de l'Equador, est del Perú, nord i est de Bolívia i Brasil amazònic.